# امین‌آباد (فامنین)
امین‌آباد روستایی دربخش مرکزی شهرستان فامنین استان همدان ایران است.

## جمعیت
بر پایه سرشماری عمومی نفوس و مسکن در سال ۱۳۹۵ جمعیت این مکان ۱۰۶ نفر (۲۷خانوار) بوده‌است.